# František Kolařík (kazatel)
František Kolařík (1. srpna 1927, Hulín – 10. prosince 1994, Aš) byl český baptistický kazatel a politický vězeň.
Roku 1946 přijal u baptistů křest. Od roku 1949 působil v západních Čechách, kde se tvořily nové baptistické sbory, především z řad českých repatriantů. Roku 1950 byl odsouzen za „protistátní činnost“. Podmíněně byl propuštěn roku 1955. Státní souhlas ke kazatelské službě získal až roku 1967. Působil mj. ve sborech v Kroměříži, Aši a v Praze na Vinohradech.